# ساکرامنتو (سوگند)
ساکرامنتو (انگلیسی: Sacramentum) در دین در روم باستان و قانون حقوق روم، ساکرامنتو یک سوگند یا نذری بود که قسم‌دهنده را در صورت تخطی از آن، «به خدایان داده شده» معنای منفی می‌دهد. ساکرامنتو همچنین به چیزی اطلاق می‌شود که به عنوان پیوند مقدس یا باند ودیعه شده بود و در نتیجه در صورت نقض سوگند از بین می‌رفت. هر دو مورد دلالت بر یک تقدیس اساسی یا عمل تقدیس است.